# Øer i Grønland
Nedenstående er en liste over øer i Grønland i alfabetisk rækkefølger. Mange af disse øer har både et grønlandsk og et indøuropæisk navn.

## Øer og øgrupper
- Aaluik
- Aasiaat
- Achton Friisøerne
- Aggas
- Akilia
- Alluttoq Ø
- Aluk Ø
- Ammassalik Ø
- Appat Ø
- Apusiaajik Ø
- ATOW1996
- Beaumont Ø
- Bjørneø
- Bjørneørne
- Bonsalløerne
- Bontekoe Ø
- Borup Ø (West Jensen Island)
- Brainard Ø
- Bushnan Ø
- Careyøerne
- Castle Island (Grønland)
- Clavering Ø
- Kronprinsøerne
- Crozier Ø
- Danmark Ø
- Danske Øer
- Deception Island (Grønland)
- Diego's Ø
- Disko
- Djævleøen
- Edward Ø
- Elison Ø
- Ella Ø
- Ensomheden
- Finschøerne
- Franklin Ø
- Franske Øer
- Gamma Ø (Bjornesk Island)
- George Ø
- Geografisk Samfund Ø
- Godfred Hansen Ø
- Graah Archipelago
  - Dannebrog Ø
  - Ittit
  - Simîtakajâ
- Greenland
- Griffenfeld Ø
- Hakluyt Ø
- Hannah Ø
- Hanne Ø
- Hans Ø
- Hareoen Ø
- Harvardøerne
- Hazenland
- Hendrik Ø
- Henrik Krøyer Holme
- Hornemann Ø
- Hovgaard Ø
- Igdluluarssuk
- Ikerasak Ø
- Illorsuit Ø (Ubekendt Ejland)
- Iluileq
- Île-de-France (Grønland)
- Imaarsivik
- Imerissut
- Immikkoortukajik
- Inge Ø
- Ingjald Ø
- Inner Kitsissut
- Inussullissuaq Ø
- Ivingmiut
- Jackson Ø
- Joe Ø (Grønland)
- John Murray Ø
- Josephine Peary Ø
- Kaffeklubben Ø
- Kanajoorartuut
- Kap Farveløerne
  - Annikitsoq
  - Anoraliuirsoq
  - Avallersuaq
  - Egger Ø
  - Ikeq Ø
  - Nunarsuaq (Nunarssuak)
  - Pamialluk
  - Qernertoq
  - Sammisoq
  - Saningassoq
  - Walkendorff Ø
- Kiatak (Northumberland Island)
- Kiatassuaq
- Kitak
- Kitsissutøerne
- Kitsissuarsuit
- Kookøerne
- Kronprinsen Ejland
- Kuhn Ø
- Kulusuk Ø
- Lindhards Ø
- Little Pendulum Ø
- Littleton Ø
- Lockwood Ø
- Luigi Amadeo Ø
- Lynn Ø
- McGaryøerne
- MacMillan Ø
- Maniitsoq Ø
- Maria Island (Grønland)
- Melville Monument (Grønland)
- Meteorite Ø
- Milne Land
- Nanortalik Ø
- Nanuuseq
- Nares Land
- Nipisat
- Norske Øer
- Offley Ø
- Ole Romer Ø
- Oodaaq Ø
- Otto Rudøerne
- Outer Kitsissut
- Permin Land
- Prinsesse Dagmar Ø
- Prinsesse Margrete Ø
- Prinsesse Thyra Ø
- Qajartalik
- Qassimiutøerne
- Qeertartivaq
- Qeertartivatsiaq
- Qeqertaq
- Qeqertaq Avannarleq
- Qeqertarssdaq
- Qeqertarsuaq (Disko Ø)
- Qeqertarsuaq (ø, Herbert Ø
- Qeqertarsuatsiaq Ø
- Qeqertarsuatsiaq (Qeqertarsuatsiaat)
- Qianarreq
- Qiianarteq
- Qoornuup Qeqertarsua
- Queen Louise Ø
- Qutdleq
- Raffles Ø
- Rømer Ø
- Ruth Ø
- Sabine
- Salleq Ø
- Salliaruseq Ø (Storøen)
- Salve Ø
- Sattiaatteq
- Saunders Ø (Grønland)
- Schnauder Ø
- Sermersooq Ø
- Sermersut Ø
- Sermitsiaq Ø
- Shannon Ø
- Simiutaq Ø (Vestkysten)
- SimiutaqSimiutaq Ø
- Skal Ø (Skalø)
- Skjoldungen
- Soren Norbyøerne
- Stephenson Island (Grønland)
- Steward Ø
- Store Koldewey
- Storo (Grønland)
- Storø
- Sutherland Ø
- Suunikajik
- Sverdrup Island (Grønland)
- Talerua Ø
- Takiseeq
- Timmiarmiit
- Tobias Ø
- Traill Ø
- Trefoldigheden
- Turner Ø
- Tussaaq
- Uiivaq
- Ujuaakajiip Nunaa
- Upepnagssivik
- Upernivik Ø
- Upernattivik
- Uttorsiutit
- Uummannaq Ø
- Uummannaarsuk
- Uunartoq Ø
- Uunartoq Qeqertaq
- Valkyrieøerne
- Wolstenholme Ø
- Ymer Ø
- 83-42

### Upernavikøerne
Aappilattoq (Upernavik Isfjord)  •  Aappilattoq (Tasiusaq Bay)  •  Akia  •  Akuliaruseq  •  Amarortalik  •  Amitsorsuaq  •  Anarusuk  •  Apparsuit  •  Atilissuaq  •  Aakkarnersuaq  •  Ateqanngitsorsuaq  •  Horse Head  •  Ikerasakassak  •  Ikermoissuaq  •  Ikermiut  •  Illunnguit  •  Innaarsuit  •  Inussullissuaq  •  Iperaq  •  Itissaalik  •  Kangaarsuk  •  Karrat  •  Kiatassuaq  •  Kiataussaq  •  Kingittorsuaq  •  Kullorsuaq  •  Maniitsoq  •  Mattaangassut •  Mernoq  •  Naajaat  •  Nako  •  Nasaussaq  •  Nuluuk  •  Nunaa  •  Nunatarsuaq  •  Nutaarmiut  •  Nutaarmiut (Tasiusaq Bay)  •  Nuuluk  •  Paagussat  •  Paornivik  •  Puugutaa  •  Qaarsorsuaq  •  Qaarsorsuatsiaq  •  Qallunaat  •  Qaneq  •  Qaqaarissorsuaq  •  Qasse  •  Qeqertaq  •  Qeqertarsuaq  •  Qullikorsuit  •  Saarlia  •  Saattoq  •  Saattorsuaq  •  Saattup Akia  •  Sanningassoq  •  Saqqarlersuaq  •  Singarnaq-Annertussoq  •  Sisuarsuit  •  Sugar Loaf  •  Taartoq  •  Tasiusaq  •  Timilersua  •  Tukingassoq  •  Tussaaq  •  Tuttorqortooq  •  Uigorlersuaq  •  Uilortussoq  •  Upernavik

## Mytyiske eller fantomøer
- Buss Island
- Fata Morgana Land
- Grocland
- Thule